# Мечеть Коулуна и Исламский Центр

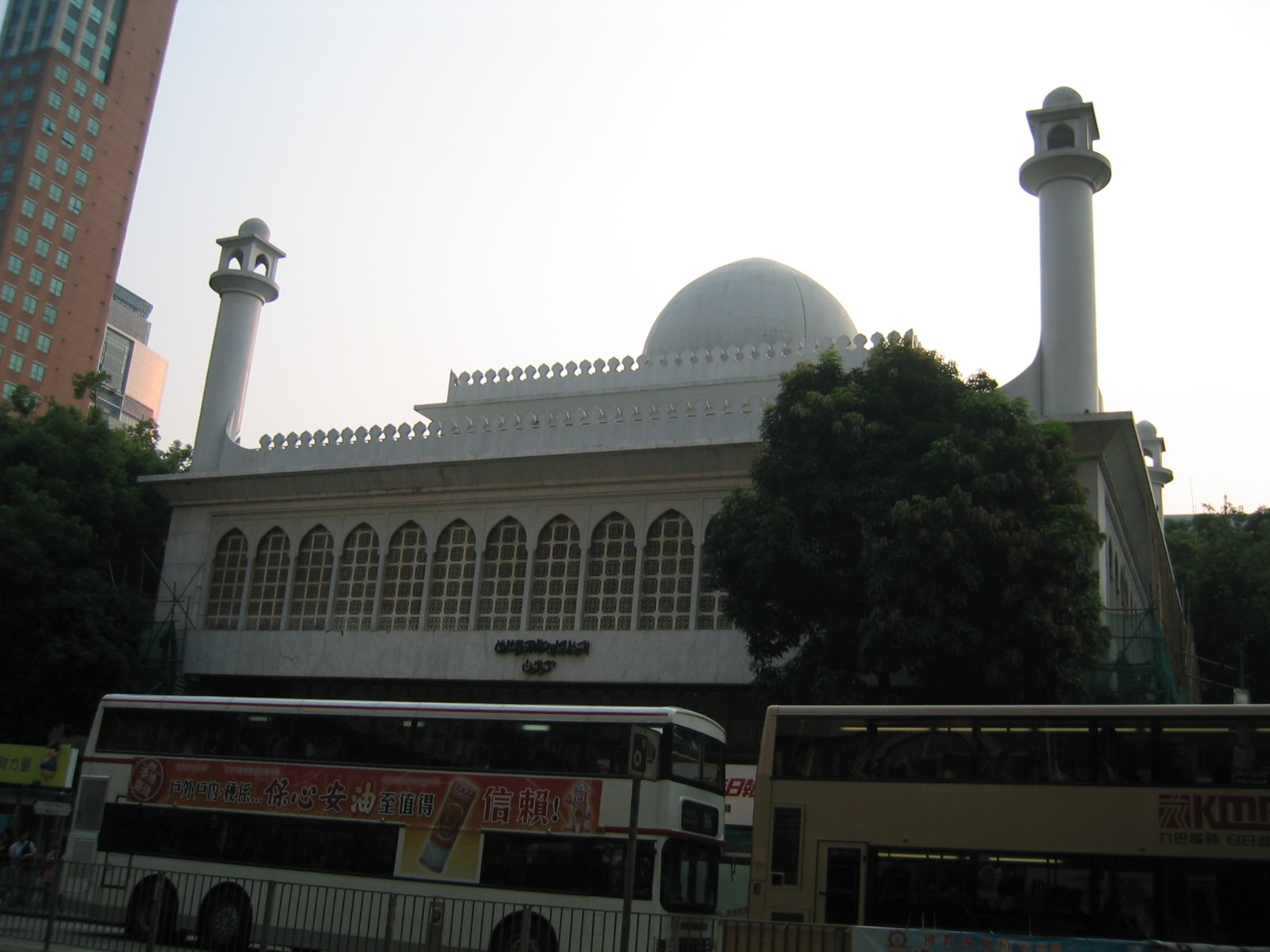
Мечеть Коулуна и Исламский Центр

Мечеть Коулуна и Исламский Центр (кл. кит. 九龍清真寺暨伊斯蘭中心) — одна из четырёх основных мечетей в Гонконге. Мечеть является в настоящее время одновременно и исламским центром. Мечеть работает ежедневно и способна разместить 3500 человек — это самая большая мечеть в Гонконге.

## История
Первая мечеть была построена в 1896 году, чтобы служить индийским мусульманским войскам британской армии, размещенных по соседству. В конце 1970-х гг. здание пострадало из-за строительства метро. Благодаря компенсации от строительной компании и пожертвованиям от мусульман новая мечеть была построена в 1984 году.

## Архитектура

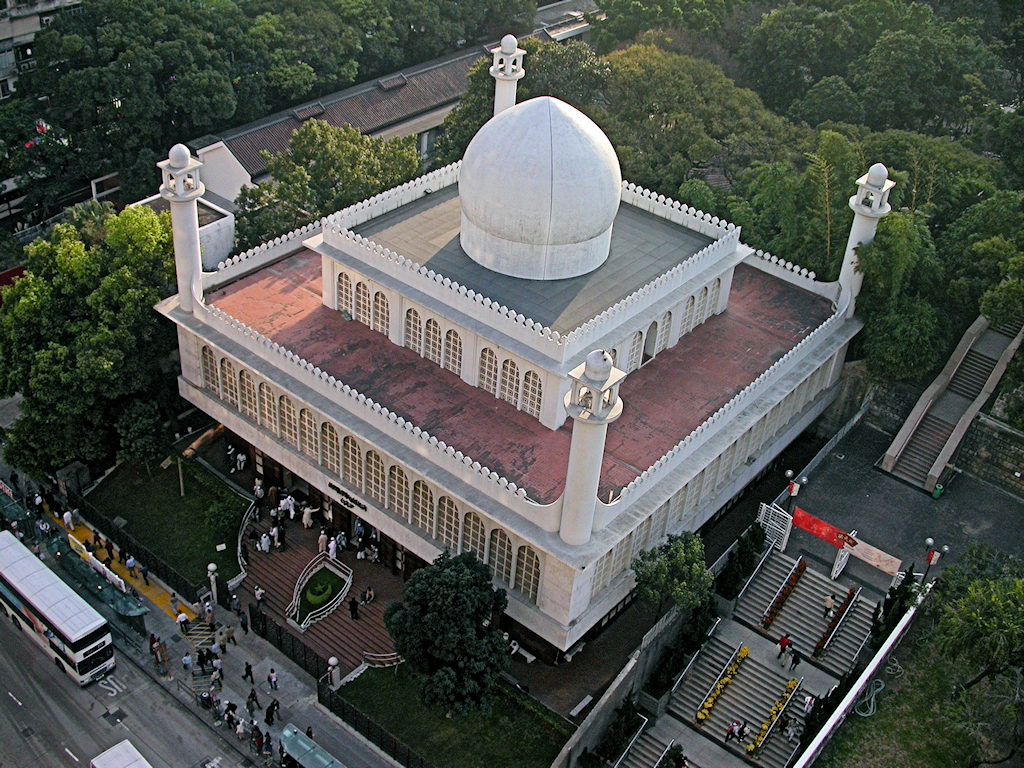
Вид с воздуха

Здание мечети спроектировано архитектором И. Кадри и отражает уникальность мусульманского сообщества в Гонконге. Изящная традиционная мусульманская архитектура мечети отличается от рациональной и современной архитектуры соседних коммерческих зданий. Самые заметные особенности здания — четыре минарета 11 м высотой, которые отмечают углы верхней террасы, и широкое употребление белого мрамора в облицовке фасада.
В дополнение к трем молитвенным залам и одному залу для заседаний, в мечети есть медицинская клиника и библиотека. Главный молитвенный зал на первом этаже может разместить 1000 человек. Меньший, женский молитвенный зал находится на верхнем этаже и окружён террасой. Этот верхний зал увенчан куполом 5 м в диаметре и 9 м в высоту.